# Le Diamant
Pour les articles homonymes, voir Diamant (homonymie).
Le Diamant est une commune française située en Martinique. Ses habitants sont appelés les Diamantinois et Diamantinoises.

## Géographie

### Localisation
La ville du Diamant est située dans la commune  du Diamant au sud-ouest de la Martinique. En face du village se trouve le célèbre rocher du Diamant, ancien abri de pirates et point fortifié pendant les combats entre Français et Anglais dans les Caraïbes. La ville est traversée par la route des Anses.

## Urbanisme

### Typologie
Le Diamant est une commune rurale, car elle fait partie des communes peu ou très peu denses, au sens de la grille communale de densité de l'Insee,,,. Elle appartient à l'unité urbaine du Diamant, une agglomération intra-départementale regroupant 1 commune et 5 924 habitants en 2022, dont elle est une ville isolée,.
Par ailleurs la commune fait partie de l'aire d'attraction de Fort-de-France, dont elle est une commune de la couronne. Cette aire, qui regroupe 28 communes, est catégorisée dans les aires de 200 000 à moins de 700 000 habitants,.
La commune, bordée par la mer des Caraïbes au sud, est également une commune littorale au sens de la loi du 3 janvier 1986, dite loi littoral. Des dispositions spécifiques d’urbanisme s’y appliquent dès lors afin de préserver les espaces naturels, les sites, les paysages et l’équilibre écologique du littoral, par exemple le principe d'inconstructibilité, en dehors des espaces urbanisés, sur la bande littorale des 100 mètres, ou plus si le plan local d’urbanisme le prévoit,.

## Toponymie
Le village tire son nom du rocher du Diamant situé au large.

## Histoire
Lors du second tour des élections municipales du 24 mai 1925, marquées par un contexte de fraude organisée, la troupe tire sur la foule des électeurs : le bilan est lourd, douze morts dont le colonel (ER) de Coppens, conseil général Lémériste, tête de liste au Diamant, "abattu par erreur". Le gouverneur Richard est rappelé en métropole le 22 août suivant.

## Politique et administration

### Rattachements administratifs et électoraux
Le Diamant appartient à l'arrondissement du Marin et vote pour les représentants de l'Assemblée de Martinique. Avant 2015, elle élisait son représentant au conseil général dans le canton du Diamant, entité dont elle-était le chef-lieu.
Pour l’élection des députés, la commune fait partie de la quatrième circonscription de la Martinique.

### Intercommunalité
La commune appartient à la communauté d'agglomération de l'Espace Sud de la Martinique.

### Liste des maires
| Période                                  | Période   | Identité         | Étiquette     | Qualité |
| ---------------------------------------- | --------- | ---------------- | ------------- | --- |
| 1953                                     | 1988      | Armand Ribier    | SFIO puis UDR | Conseiller général du canton du Diamant (1958 → 1988) |
| 1988                                     | mars 2008 | Serge Larcher    | FSM           | Professeur de lettres Sénateur de la Martinique (2004 → 2017) Conseiller général du canton du Diamant (1988 → 2008) Vice-président du conseil général (2001 → 2004) |
| 2008                                     | 2020      | Gilbert Eustache | Divers gauche | Controleur aérien |
| mars 2020                                | en cours  | Hugues Toussay   | RDM           | Enseignant |
| Les données manquantes sont à compléter. |           |                  |               | |

## Population et société

### Démographie
L'évolution du nombre d'habitants est connue à travers les recensements de la population effectués dans la commune depuis 1961, premier recensement postérieur à la départementalisation de 1946. À partir de 2006, les populations de référence des communes sont publiées annuellement par l'Insee. Le recensement repose désormais sur une collecte d'information annuelle, concernant successivement tous les territoires communaux au cours d'une période de cinq ans. Pour les communes de moins de 10 000 habitants, une enquête de recensement portant sur toute la population est réalisée tous les cinq ans, les populations de référence des années intermédiaires étant quant à elles estimées par interpolation ou extrapolation. Pour la commune, le premier recensement exhaustif entrant dans le cadre du nouveau dispositif a été réalisé en 2007.

En 2022, la commune comptait 5 924 habitants, en évolution de +1,98 % par rapport à 2016 (Martinique : −4,11 %, France hors Mayotte : +2,11 %).
| 1961  | 1967  | 1974  | 1982  | 1990  | 1999  | 2006  | 2007  | 2012  |
| ----- | ----- | ----- | ----- | ----- | ----- | ----- | ----- | ----- |
| 2 225 | 2 246 | 2 007 | 2 384 | 3 343 | 3 958 | 5 397 | 5 602 | 5 983 |

| 2017  | 2022  | - | - | - | - | - | - | - |
| ----- | ----- | - | - | - | - | - | - | - |
| 5 642 | 5 924 | - | - | - | - | - | - | - |

### Enseignement
- Le Collège Jeanne Nardal est l'unique collège de la commune du Diamant [17].
- 2 écoles primaires et 1 école maternelle

### Sports et loisirs
Équipement sportif :
- Stade Armand-Ribier.

Clubs sportifs : 
- Rugby Club du Diamant Martinique, rugby
- US Diamantinoise, football
- Vélo Club Diamantinois, cyclisme
- Diamant Athlétic Club, athlétisme.

Anciens clubs maintenant disparus :
- Avenir du Diamant, football
- JS Morne-Blanc, football (ancien club de Frédéric Piquionne, ex joueur professionnel de l'Olympique Lyonnais, de l'AS Saint-Étienne et international français en 2007[18])

## Économie
Le taux de chômage, en 1999, fut de 27 %.

## Culture locale et patrimoine

### Lieux et monuments
- Grande Anse du Diamant, plage de 3 kilomètres de long.
- Église Saint-Thomas. L'édifice a été inscrit au titre des monuments historiques en 1979[19].
- Chapelle de Taupinière.
- Maison de Médard Aribot, dite Maison du bagnard  au pied du morne Larcher, célèbre montagne appelée aussi " la femme couchée" du fait de sa forme.
- Mémorial de l'Anse Caffard, dit Cap 110 : monument  du Martiniquais Laurent Valère commémorant le naufrage d'un bateau négrier et  rendant hommage aux victimes du trafic des esclaves.
- À l'entrée Ouest de la ville, quartier Ravine Gens Bois, sculpture en bronze dite du Nègre Marron (ou Neg Mawon) réalisée par Hector Charpentier. Inaugurée le 22 mai 1998, à l’occasion du cent cinquantième anniversaire de l’abolition de l’esclavage (1848/ 1998), elle "immortalise la figure de l’esclave révolté, rebelle et fugitif, luttant pour sa liberté, et qui a rompu ses chaînes".
- Forêt littorale de Dizac.
- Musée du diamant, situé à côté de la mairie et en face du ponton du Diamant.
- Musée des coquillages.
- Maison du Gaoulé,.
- Œuvre artistique à l'entrée du bourg représentant le rocher du diamant. Œuvre moderne inaugurée le 19 mars 2012 par le maire.

### Personnalités liées à la commune
- Édouard Glissant (1928-2011), né à Sainte-Marie et inhumé au cimetière du Diamant. Romancier, poète, essayiste et philosophe, il obtient le prix Renaudot en 1958, le prix Puterbaugh aux États-Unis en 1989 et le prix Roger Caillois en 1991. Édouard Glissant est fondateur du mouvement littéraire l'Antillanité et du concept philosophique "Le Tout Monde".
- Serge Larcher, enseignant, maire du Diamant de 1988 à 2008, sénateur de la Martinique de 2004 à 2017 et conseiller général de 1988 à 2008. Il a été aussi premier vice-président du conseil général de la Martinique de 2001 à 2004 et président de l'association des maires de la Martinique 2001 à 2008.
- Bernard David (1927-1998), curé du Diamant, historien et écrivain.

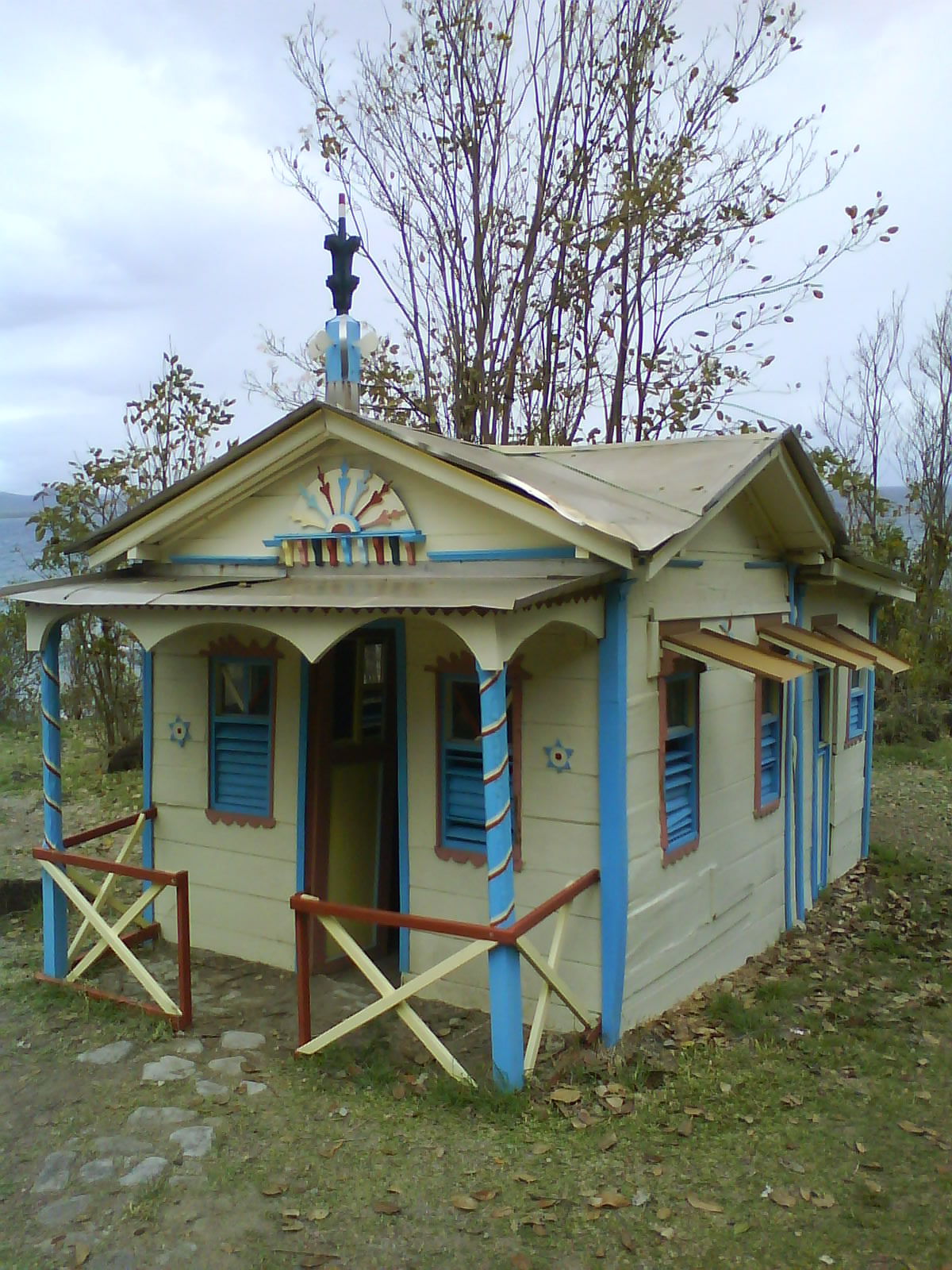
Maison de Médard Aribot.
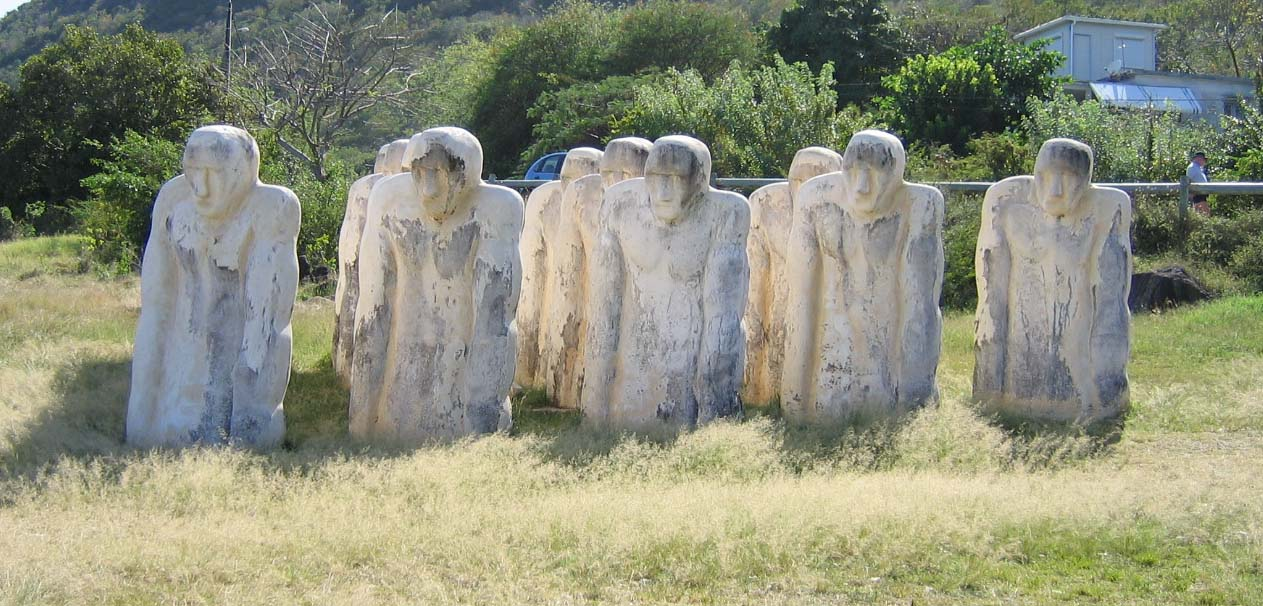
Anse Caffard, Diamant (Martinique).
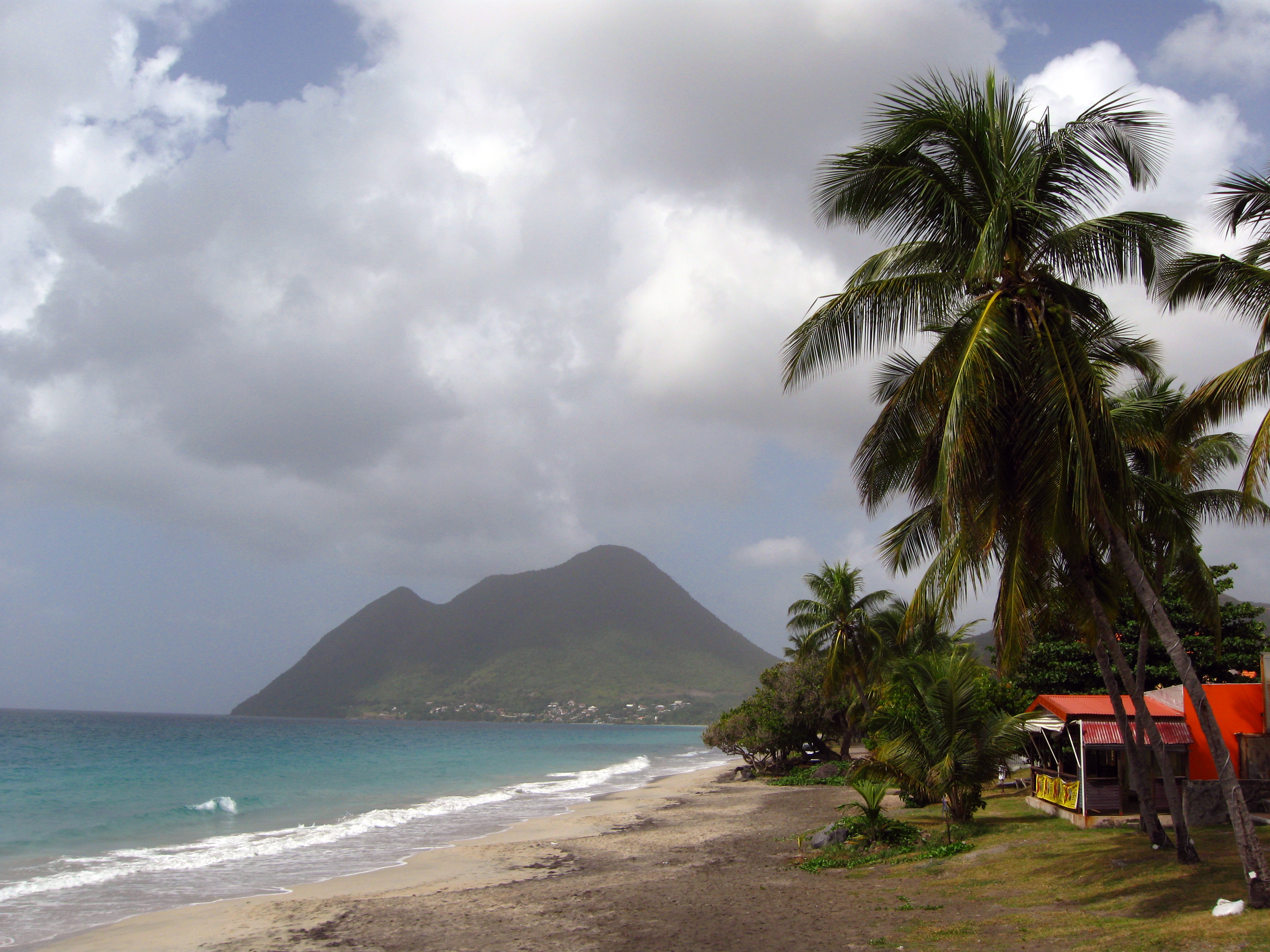
Le Morne Larcher, vue de la plage du Diamant.